# Museo dell'Olocausto di Odessa
Il Museo dell'Olocausto di Odessa, o più propriamente Museo dell'Olocausto - Vittime del Fascismo di Odessa (in ucraino Музей Голокосту — жертв фашизму?, Muzej Holokostu — žertv fašyzmu; in russo Музей Холокоста – жертв фашизма?, Muzej Cholokosta – žertv fašizma) è il primo museo in Ucraina dedicato al genocidio della popolazione ebraica nella Transnistria, regione che subito dopo l'Operazione Barbarossa venne controllata dalle forze della Germania nazista e della Romania assieme ad Odessa, Mykolaïv e parte dell'Oblast' di Vinnycja.

## Storia

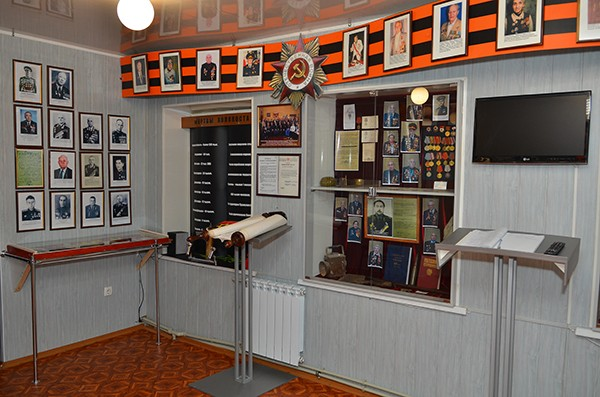
Sala della Vittoria

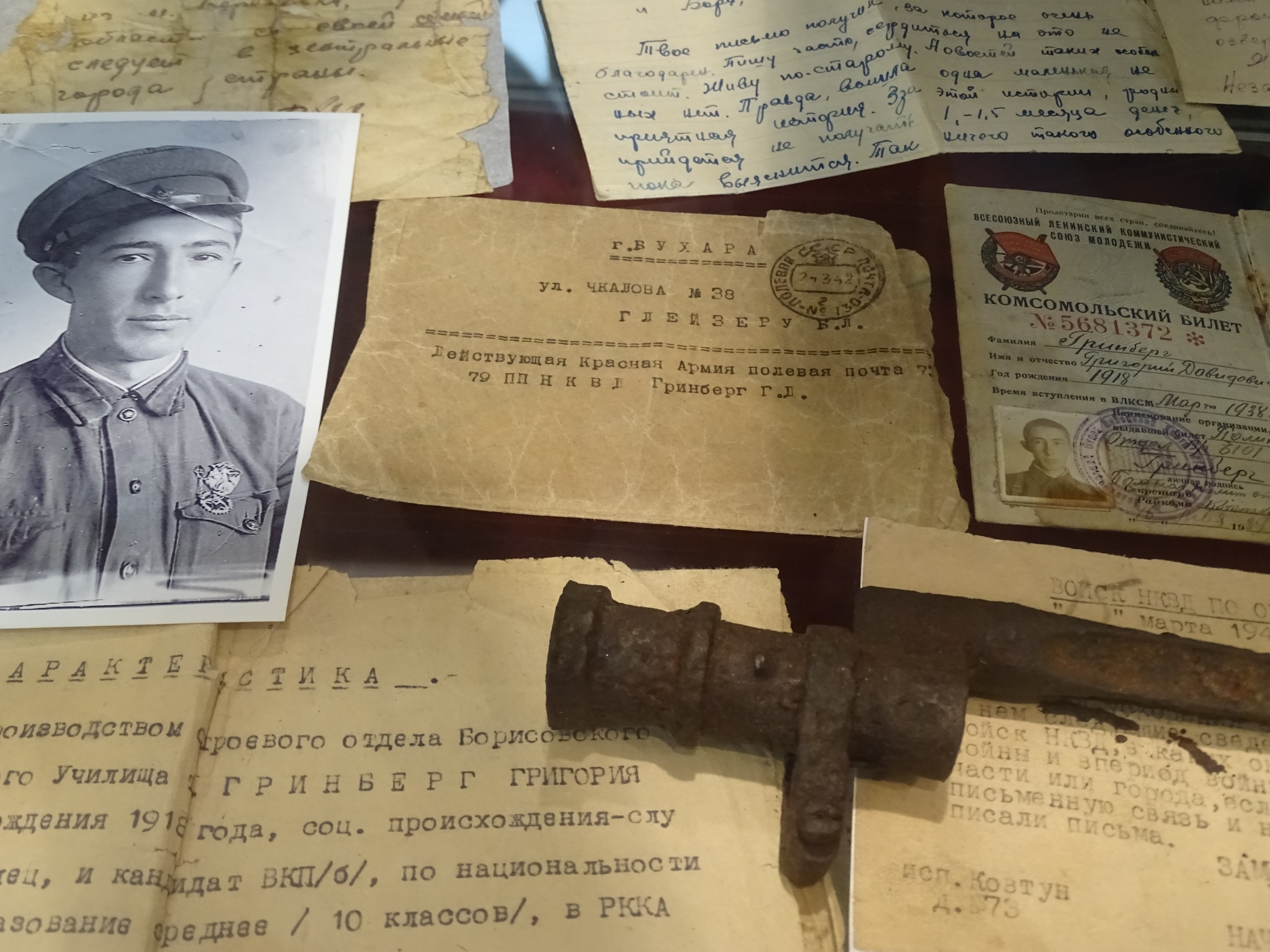
Particolari di una vetrina dell'esposizione

I fatti che vengono commemorati nel museo risalgono in particolare al mese di ottobre del 1941 quando le truppe di occupazione della Romania e della Germania nazista, come reazione all'uccisione di 130 militari, compirono la strage di migliaia di persone rinchiuse in alcuni depositi poco lontani da Odessa. Nei successivi mesi, tra dicembre 1941 e aprile dell'anno, dopo furono uccisi circa 56.000 ebrei. Nel 1939 a Odessa vivevano oltre 60.000 ebrei, dopo la fine della seconda guerra mondiale ne erano rimasti solo 600. Questi stermini sono stati paragonati al massacro di Babij Jar presso Kiev. Altro importante aspetto storico ricordato dall'istituzione riguarda il collaborazionismo della polizia ucraina con i nazisti.
La prima idea di creare il museo risale al 1995. Furono ex internati in campi di concentramento a farsi propugnatori della necessità del museo e la data di apertura del museo fu simbolica poiché il 22 giugno 1941 era iniziata la Grande Guerra Patriottica. Il primo direttore del museo è stato Viktor Frantsevich Sabulis.

## Descrizione
In origine vennero raccolti, in due sale, circa 1500 oggetti provenienti da collezioni private e testimoni del periodo e in seguito alcuni reperti vennero trasferiti negli Stati Uniti. Oltre alle sale espositive sono presenti una biblioteca e spazi per lo studio.

### Finalità
L'obiettivo principale è quello di raccogliere, preservare e comunicare alle generazioni future la storia di questa tragedia senza precedenti, conservando la memoria delle sofferenze e tentare di prevenire simili circostanze in futuro tenendo presente l'Olocausto iniziato dopo le persecuzioni in Germania e nei territori controllati con la morte di sei milioni di ebrei.

### Esposizione permanente
L'esposizione permanente copre cinque sale del museo.
- Sala della Biblioteca, con letteratura relativa alla storia dell'Olocausto e documenti storici
- Sala dell'occupazione nazista dell'Ucraina con mappa interattiva che localizza i campi di sterminio, i campi di lavoro e i ghetti
- Stanza che racconta come vivevano le famiglie ebree prima della guerra
- Sala dei Giusti tra le nazioni
- Sala della Vittoria con le foto degli ex prigionieri del ghetto che hanno combattuto in prima linea e degli eroi dell'Unione Sovietica che hanno partecipato alla liberazione della regione di Odessa dall'invasione nazista partecipando alla Grande Guerra Patriottica